# Ardea pacifica
L'airone dal collo bianco o airone del Pacifico (Ardea pacifica Latham, 1801) è un uccello della famiglia Ardeidae, diffuso in Australia e Nuova Zelanda.
Uccello robusto e abitatore della zona umida d'acqua dolce, ove si procaccia pesci e rane che concorrono alla sua alimentazione, non è in pericolo di estinzione, nonostante la rarefazione del suo habitat.